# Eskalátor ke stanici Vyšehrad
Eskalátor z Nuselského údolí ke stanici metra Vyšehrad v Praze-Nuslích plánovalo podle zprávy ČTK z 9. srpna 2013 postavit hlavní město Praha.

## Historie záměru
ČTK 9. srpna 2013 informovala o dokumentu, který údajně zpracoval Dopravní podnik hl. m. Prahy pro Magistrát hlavního města Prahy. Podle něj hlavní město Praha zamýšlelo vybudovat eskalátor z Nuselského údolí od podchodu pod železniční tratí (ten se nachází v prodloužení Svatoplukovy ulice u Křesomyslovy ulice, souběžně s Nuselským mostem po jeho západní straně) ke stanici metra Vyšehrad. V těchto místech se nyní nachází pevné schodiště o délce 350 metrů s převýšením 37 metrů, které vede klikatou trasou a úrovňově překonává Čiklovu ulici.
Cenu projektu odhadoval Dopravní podnik hl. m. Prahy v roce 2013 na 318 milionů Kč, z toho stavební část 132 milionů a zbytek strojní část; pozemky již patří městu. V odhadu nákladů však nebyly zahrnuty přeložky komunikací, včetně přeložky pěší cesty.
Jako hlavní cíl bylo uvedeno usnadnění přestupu mezi tramvajemi v Jaromírově ulicí a linkou metra C. Zároveň měl eskalátor částečně nahradit dosud nevybudovanou trasu D metra.
Redaktorka deníku Právo a Novinek.cz záměr přičítala tehdy novému primátorovi Prahy Tomáši Hudečkovi (TOP 09). Toto spojení bylo podle Hudečka ve fázi záměru, kdy se nápad uchytil.
Po roce 2013 již média zprávy o rozpracování této myšlenky nepřinášela (stav k roku 2018).

## Popis stavby
Podle studie měl být eskalátor z větší části zahloubený, v horní části visutý, resp. vedený nad povrchem. V souvislosti s jeho výstavbou by měl být upraven i podchod pod železniční tratí. Délka by měla být asi 350 metrů a převýšení téměř 40 metrů.
Tato délka by byla zhruba totožná s délkou schodů ve stanici metra Náměstí Míru. Jízda po schodech by trvala 3 minuty. Na provoz by dohlížel dispečer sloužící ve stanici metra Vyšehrad. Nedostatkem projektu je, že eskalátor není vhodný pro přepravu vozíčkářů a dětských kočárků.